# Valle de la Pascua
Valle de la Pascua ist eine Stadt in Guárico, Venezuela. Es ist die Hauptstadt des Bezirks Leonardo Infante. Die Einwohnerzahl beträgt etwa 116.173 Menschen.

## Bildung
Folgende Universitäten und Hochschulen haben zumindest eine Vertretung in dieser Stadt:
- Universidad Nacional Experimental Simón Rodríguez
- Universidad Nacional Experimental Rómulo Gallegos
- Universidad Nacional Abierta
- Universidad Pedagógica Experimental Libertador
- Universidad Bolivariana de Venezuela
- Universidad Politécnica de Los Llanos